# 1920年アントワープオリンピックの日本選手団

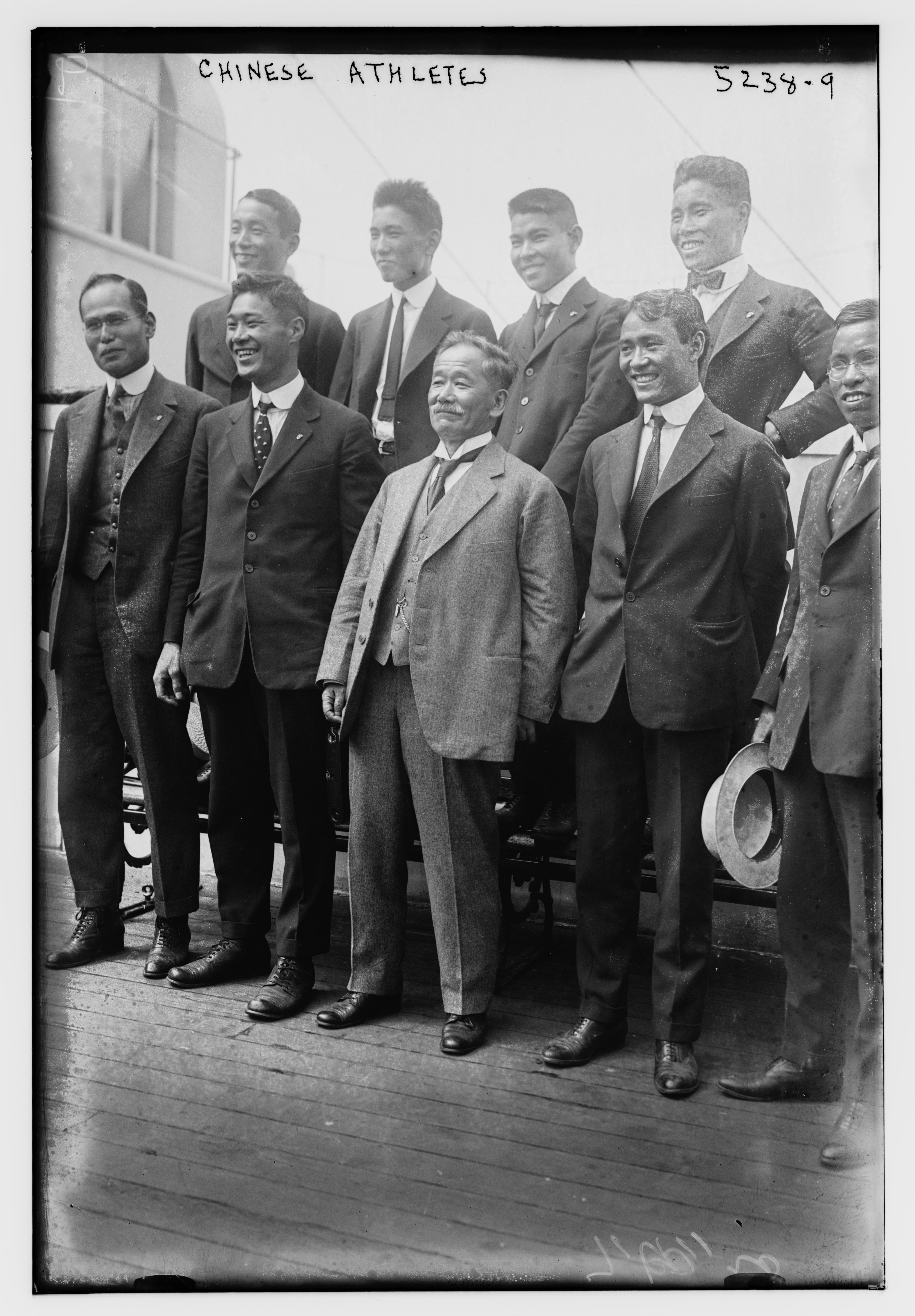
嘉納治五郎（前列中央）と選手たち。後列右端に金栗四三、前列左から2番目に茂木善作

1920年アントワープオリンピックの日本選手団（1920ねんアントワープオリンピックのにほんせんしゅだん）は、1920年4月20日から9月12日まで開催された1920年アントワープオリンピックの日本代表選手団及び競技結果。選手所属は1920年時点のもの。

## メダル獲得者

### 銀メダル
- 熊谷一弥（テニスシングルス）[1]
- 熊谷一弥・柏尾誠一郎（テニスダブルス）[1]
  - 日本およびアジア初のメダル獲得となった。

## 開会式
日本代表は左胸に日の丸を染め抜いたワイシャツ、紺色のズボン、オリジナルシューズといういでたちで開会式に参加し、旗手は主将の野口源三郎、国名プラカードは金栗四三が持って入場した。野口・金栗の後ろに監督の辰野保、会計の深井健夫、ベルギー公使館の小川書記官、欧米外遊中の永井道明が続き、その後ろに他の選手が続いた。

## 宿舎
日本選手団の宿舎は、聖母大聖堂の東にあるビクター小学校の寄宿舎が割り当てられた。選手たちはほぼ自炊という環境で競技に臨んだ。

## 陸上競技
- 加賀一郎（明大）

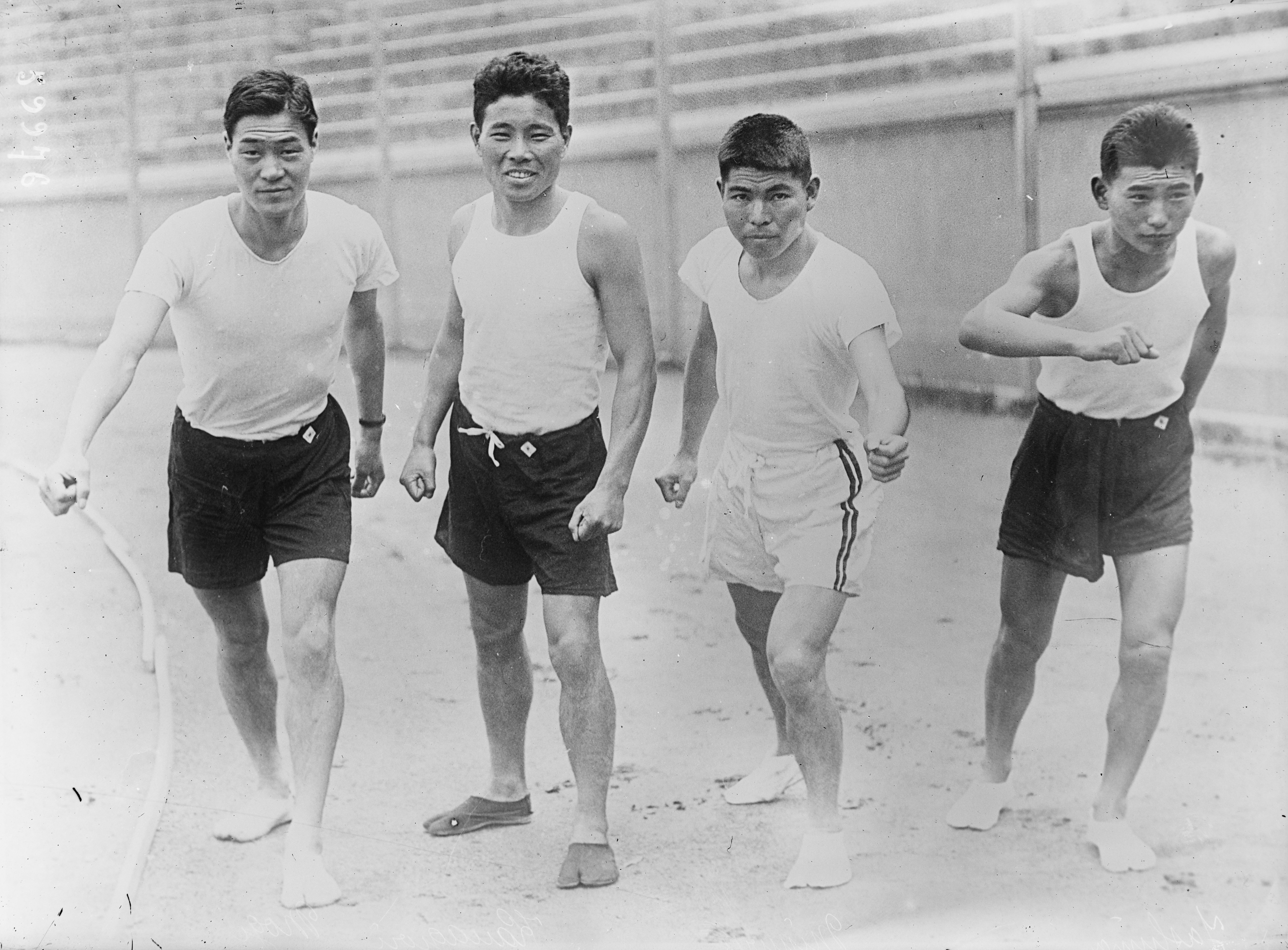
日本のマラソン選手（八島・三浦・金栗・茂木）

  - 男子100m：1次予選落ち（1組4着、11秒4[3]）
  - 男子200m：2次予選落ち（9組4着、23秒8[4]）
- 山岡慎一（東大）
  - 男子100m：1次予選落ち（8組4着、記録なし[3][5]）
  - 男子200m：2次予選落ち（1組4着、23秒9[4]）
- 蓮見三郎（日歯）
  - 男子800m：予選失格（1組6着、2分02秒2[6]）
  - 男子1500m：1次予選落ち（4組6着、4分28秒4[6]）
- 大浦留市（東京高師）
  - 男子5000m：予選落ち（4組6着[6][7]）
  - 男子10000m：棄権
- 佐野幸之助（松江青年）
  - 男子5000m：予選落ち（2組7着、16分30秒[6]）
  - 男子10000m：予選落ち（2組9着、34分30秒[6]）
- 斎藤兼吉（東京高師）
  - 男子五種競技：棄権[8]
    - 棄権の理由は「参加国で二競技以上に出場する選手はいなかった」からだとされる[9]。
- 益田弘（慶大）
  - 男子五種競技：途中棄権[8]
- 野口源三郎（体協幹事）
  - 男子十種競技：12位（3668.630ポイント）[10]
- 金栗四三（体協委員）
  - 男子マラソン：16位（2時間48分45秒4[11]）
- 茂木善作（東京高師）
  - 男子10000m：予選落ち（3組12着、記録なし[6][12]）
  - 男子マラソン：20位（2時間51分09秒4[11][13]）
- 八島健三（小樽中）
  - 男子マラソン：21位（2時間57分02秒0[11][13]）
- 三浦弥平（早大）
  - 男子マラソン：24位（2時間59分37秒0[11][13]）

## 競泳
- 内田正練（北大）
  - 男子100m自由形：記録不明
  - 男子400m自由形：予選落ち（6分40秒0）
  - 男子10m高飛び込み：予選落ち（2組8位、40ポイント・スコア94.0[14]）
- 斎藤兼吉（東京高師）
  - 男子100m自由形：予選落ち（3位[9]）
  - 男子400m自由形：準決勝棄権（6分16秒8）
    - 予選出場者は2人で完泳し2位だったため準決勝に進んだが、300mで力尽きた[9]。
- 則末芳三
  - 眼病により出場辞退[15]

## テニス
- 柏尾誠一郎（三井物産）
  - 男子シングルス：3回戦敗退
- 熊谷一弥（三菱銀行）
  - 男子シングルス：銀メダル
- 柏尾誠一郎・熊谷一弥
  - 男子ダブルス：銀メダル

## 役員
- 団長：嘉納治五郎
- 役員（監督）：辰野保[1]
- 役員（会計）：深井健夫[1]

## 白黎会
日本代表の面々は、この闘いを永遠に忘れず、日本のスポーツ発展に尽くすことを誓い、「白黎会」を結成した。白黎会は、ベルギーの漢字表記「白耳義」から「白」、「黎明」という言葉から「黎」の字を取ったものであり、陸上競技で誰も入賞できず「0点」であったことにかけた名前であった。後進育成への思いと、スポーツも社交界に出て交歓すべしという、主将・野口源三郎の考えから生まれた会であった。白黎会のメンバーはオリンピックから帰国後、Hの字が入った揃いのトレーニングシャツを着てスポーツを楽しんだ。野口は「白黎生」を号（ペンネーム）とし、本人の希望で戒名「白黎院転輪法浩日源居士」にも白黎の文字を入れている。最後の存命者は大浦留市で、1989年（平成元年）8月28日、93歳で逝去した。